# Carmella
Leah Van Dale (Spencer, Massachusetts; 23 de octubre de 1987) es una luchadora profesional y modelo estadounidense. Fue conocida por haber trabajado para la empresa WWE, donde se presentaba bajo el nombre de Carmella.
Dentro de sus logros, ha sido una vez Campeona Femenina de SmackDown, uno como Campeona Femenina en Parejas de la WWE junto a Zelina Vega, cuatro veces Campeona 24/7 de la WWE, ganadora del Mixed Match Challenge (2018) junto a R-Truth, ganadora del WrestleMania Women's Battle Royal del 2019 y dos veces ganadora del Money in the Bank, siendo la primera mujer en conseguir dicho logro.

## Primeros años
Creció en una pequeña ciudad a las afueras de Worcester, Massachusetts. Asistió a la Universidad de Rhode Island y más tarde se transferiría a la Universidad de Massachusetts en Dartmouth, donde se graduó con una licenciatura en mercadotecnia. Después de graduarse, se convirtió en animadora para los New England Patriots por tres periodos, terminando en 2010. Dale exitosamente audicionó para el equipo en baile de Los Angeles Lakers, obteniendo el puesto de Angeles Laker Girl de 2010 a 2011.

## Carrera

### WWE (2013-2025)

#### NXT (2013-2016)
En junio de 2013, Leah firmó un contrato con WWE. Fue enviada al territorio de desarrollo WWE NXT a finales de septiembre. En diciembre anunció que su nuevo nombre sería Carmella.

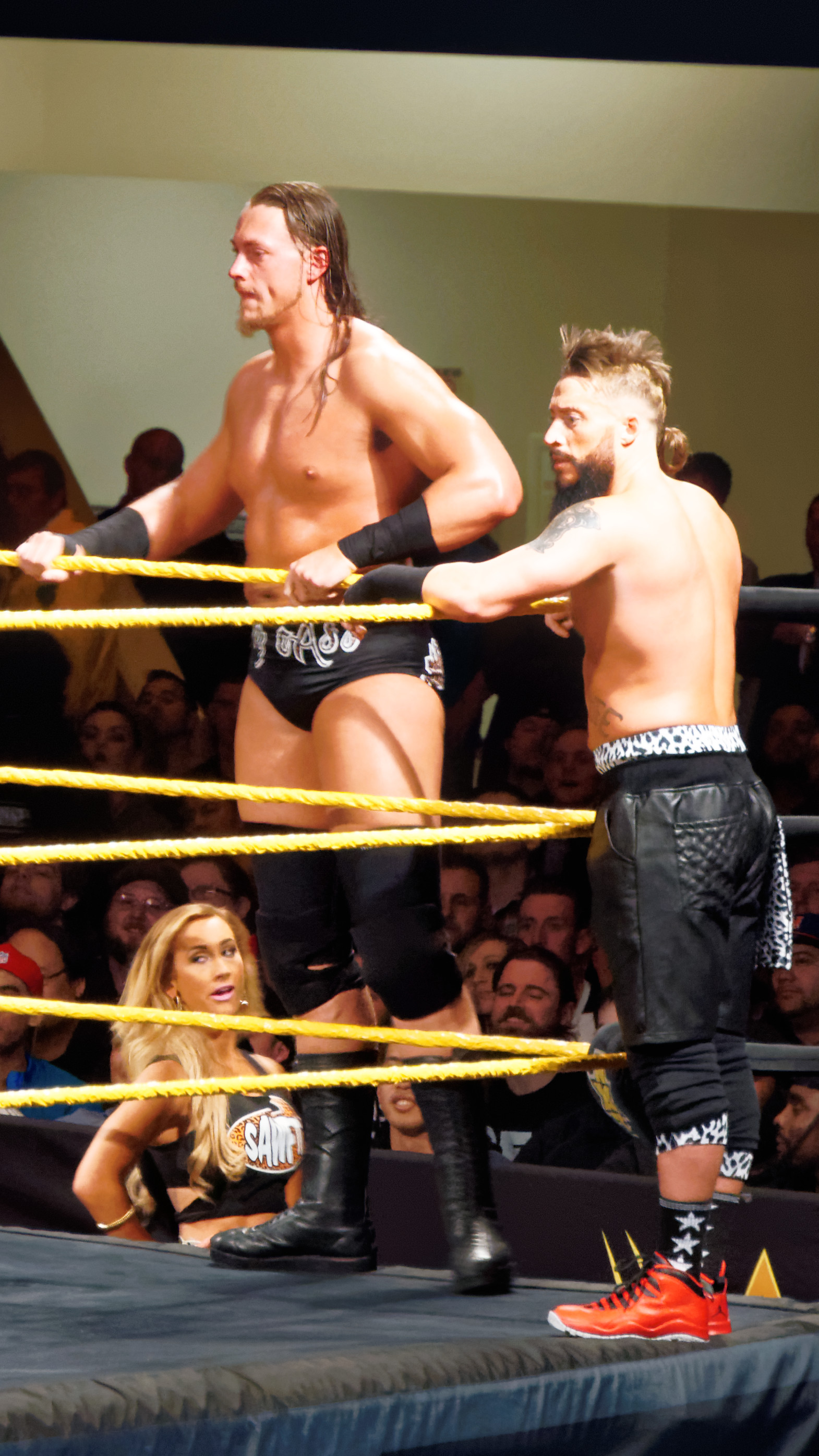
Carmella como manáger de Enzo & Cass, 2015.

Carmella hizo su debut, el 4 de septiembre en un episodio de NXT, retratando a una peluquera durante un segmento con Enzo Amore y Colin Cassady. Dos semanas después en NXT, Carmella apareció en otro segmento junto Amore y Cassady en el WWE Performance Center, anunciando que había perdido su trabajo como peluquera debido a las acciones de Amore y Cassady, ambos le preguntaron si quería un trabajo en NXT. Hizo su debut en-ring el 16 de octubre en un episodio de NXT, enfrentando a una luchadora local, quien Amore y Cassady nombraron Blue Pants. Carmella derrotó a Blue Pants en dos ocasiones, pero perdió ante ella el 1 de enero en un episodio de NXT después de una distracción accidental por parte de Amore. En marzo, Amore y Cassady comenzaron una rivalidad contra los Campeones en Equipo de NXT Blake y Murphy, mientras Blake y Murphy trataban de acortejar a Carmella en varias ocasiones.

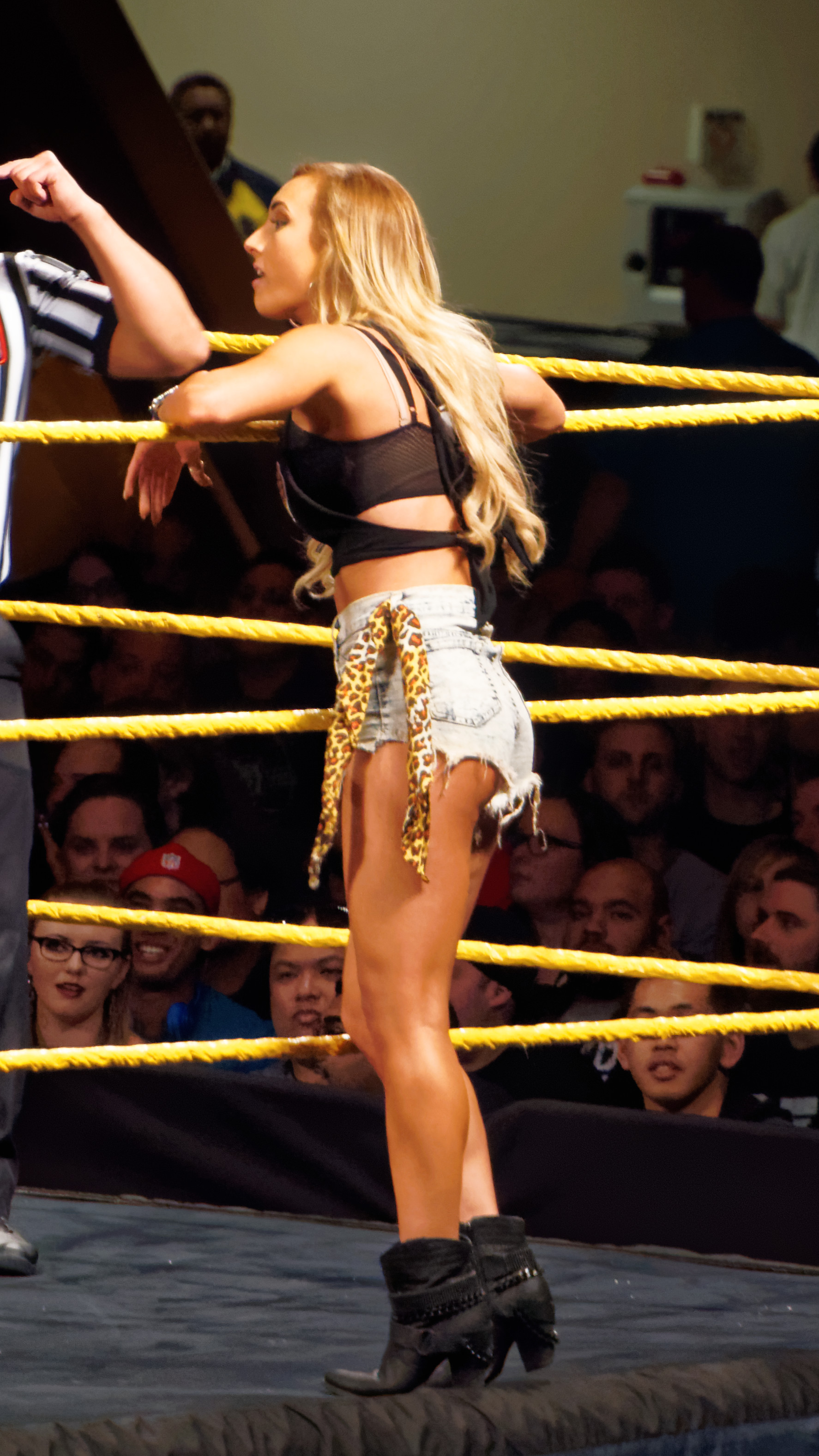
Carmella en 2015.

El 13 de mayo en un episodio de NXT, Blake y Murphy distrajeron a Carmella durante un combate contra Alexa Bliss, causándole la derrota, teniendo un double turn con Alexa cambiando a Tweener y Carmella junto con Amore y Cassidy cambiando a face. En NXT TakeOver: Unstoppable, durante el combate de Amore y Cassady por los Campeonatos en pareja de NXT contra Blake y Murphy, Alexa Bliss saldría fuera a mitad de-combate atacando a Carmella y Amore cambiando a heel, asegurando la victoria para Blake y Murphy. El 3 de junio en un episodio de NXT, Carmella nuevamente fue derrotada por Alexa Bliss, con Amore y Cassady en su esquina.
Mientras continuaba dirigiendo a Amore y Cassady, Carmella comenzó un feudo con la retornante Eva Marie. Carmella perdió ante Marie el 26 de agosto en un episodio de NXT durante un combate grabado en el evento NXT TakeOver: Brooklyn. En una revancha entre ambas el 23 de septiembre en un episodio de NXT, Carmella perdió por cuenta-fuera.
En el primer NXT del año participó en una Battle Royal para determinar al aspirante #1 al Campeonato cual ganó eliminando finalmente a Eva Marie para ganar dicha batalla después salió la campeona Bayley para felicitarla. El 10 de febrero obtuvo su lucha por el título, pero salió derrotada. 
Tras el ascenso de Enzo Amore y Colin Cassady al roster principal de WWE, Carmella siguió luchando en NXT. El 27 de abril en NXT, derrotó a Aliyah. El 18 de mayo se enfrentó a Peyton Royce llevándose la victoria. El 29 de junio se enfrentó a Alexa Bliss, pero salió derrotada.

#### Campeona Femenina de SmackDown (2016-2018)
El 19 de julio en SmackDown, Carmella fue ascendida al roster principal de SmackDown Live junto a Alexa Bliss y American Alpha como parte del Draft. El 26 de julio en SmackDown, se presentó junto con todas las luchadoras para una confrontación entre ellas. 
El 2 de agosto, Carmella fue entrevistada por Renee Young antes de ser interrumpida por Natalya. Esa misma noche, salió para enfrentarla pero fue atacada por ésta antes de ingresar al ring. Sin embargo, el 9 de agosto en SmackDown, Carmella logró derrotar a Natalya. En SummerSlam, fue derrotada junto con Becky Lynch y Naomi por Nikki Bella, Natalya y Alexa Bliss. El 23 de agosto en SmackDown, atacó a Nikki Bella antes de su lucha con ella. Horas después durante la entrevista de Nikki en Talking Smack, nuevamente la atacó. El 23 de agosto, el gerente de SmackDown Live Daniel Bryan y el comisionado Shane McMahon anunciaron la creación del SmackDown Live Women's Championship donde participarían Carmella, Becky Lynch, Nikki Bella, Alexa Bliss, Natalya y Naomi.En esa misma noche, tenía que luchar contra Nikki Bella, pero Carmella atacó a Nikki antes del combate y Nikki se encontró inhabilitada para lucha. El 30 de agosto, atacó a Nikki Bella (quien estaba en la mesa de comentaristas) en la lucha entre Becky Lynch y Naomi contra Alexa Bliss y Natalya cambiando a heel. Ese mismo día, se anunció que ella junto a Alexa Bliss, Natalya, Nikki Bella, Becky Lynch y Naomi lucharían en WWE Backlash para coronar a la primera SmackDown Live Women's Championship. En Backlash, eliminó a Nikki Bella pero fue eliminada por Becky Lynch. Participó en una lucha para determinar a la contendiente número uno al título pero no logró ganar siendo Alexa Bliss la ganadora.
El 4 de octubre en SmackDown, interfirió en la lucha de Nikki Bella y Alexa Bliss. Esa misma noche, Nikki y Becky Lynch formaron equipo para enfrentarse a Carmella y Alexa donde estas últimas salieron ganadoras. En No Mercy, Nikki derrotó a Carmella. El 18 de octubre en SmackDown, se hizo público que Nikki Bella era novia de John Cena., esto por parte de Carmella. El 25 de octubre en SmackDown, atacó a Nikki después de su lucha contra Natalya donde Carmella le aplicó un Bella Buster (aludiendo a Brie Bella) y realizó el ademán U can't see me (aludiendo a John Cena). En TLC, Nikki derrotó a Carmella en un No Disqualification Match. Finalizada la lucha, reveló que fue Natalya quien atacó a Nikki Bella en Suvivor Series. A finales de diciembre, Carmella empezó a preocuparse por el estado de James Ellsworth.
A principios de año ayudó a James a cambiar su imagen. En 7 de marzo, junto a James Ellsworth se enfrentaron a Nikki Bella y John Cena combate que perdieron con una doble rendición, durante este combate Carmella empujó a James contra Cena para que este luchara ya que no se atrevía. Luego obtuvo una serie de victorias ante luchadoras locales, con la ayuda de James Ellsworth quien se convirtió en su acompañante.
Tras el anuncio de que la campeona Alexa Bliss defenderá su título en Wrestlemania 33 ante todas las luchadores del roster de Smackdown disponibles, Carmella atacó a Natalya y Becky Lynch tras un combate confirmando así si participación en el combate. La semana siguiente se enfrentó a Becky Lynch en un combate que terminó en descalificación tras el ataque de Natalya a ambas, que terminó con un ataque entre las tres, sumándose a este Mickie James y la campeona Alexa Bliss, que fue la última en quedar en pie, levantado su título. Dicho combate fue ganado por Naomi, siendo esta su primera participación en WrestleMania.
El 30 de mayo en SmackDown, participó de una lucha donde participaban Charlotte Flair, Natalya, Tamina y Becky Lynch para ser retadora #1 por el Campeonato femenino de SmackDown pero dicho combate no inició ya que entre todas se empezaron a atacar desenfrenadamente. Esa misma noche, Shane McMahon anunció el primer Money in the Bank femenino de WWE. En Money in the Bank, Carmella fue determinada ganadora después de que Ellsworth descolgara el maletín y se lo entregara a ella, poniendo fin al combate en forma controversial. El 20 de junio en SmackDown, Daniel Bryan despojó a Carmella del maletín por el final que sucedió en Money in the Bank (aunque esa victoria reconoce a Carmella como primera ganadora del Money in the Bank), anunciando que habría una segunda lucha por el maletín. El 27 de junio en SmackDown, Carmella nuevamente ganó la lucha con ayuda de Ellsworth, a pesar de que se le prohibió la entrada al ring por Daniel Bryan, aunque Carmella lo había ganado por mérito propio, siendo dos veces ganadora del Money in the Bank.
El 15 de noviembre, se anunció la salida de Ellsworth confirmando que Carmella permanecería en SmackDown de manera individual. En Survivor Series, participó como parte del Team SmackDown pero no logró ganar, siendo eliminada por Asuka.
En enero, se anunció el Mixed Match Challenge, un torneo de caridad donde participaban luchadores y luchadoras de WWE como parejas mixtas, donde Carmella formó equipo con Big E, sin embargo fueron eliminados por The Miz y Asuka. Al poco tiempo se confirmó su participación en el primer Royal Rumble femenino, en el PPV Royal Rumble, en dicha lucha no logró ganar al ser eliminada por Nikki Bella. El 30 de enero en SmackDown Live!, intentó canjear el maletín por primera vez después de que Charlotte fuera atacada por Ruby Riott, Liv Morgan y Sarah Logan, aunque esto no fue así debido a que golpeó accidentalmente al árbitro mientras éste efectuaba el maletín por lo que no se concretó el canje y Carmella continuaba como poseedora del maletín.

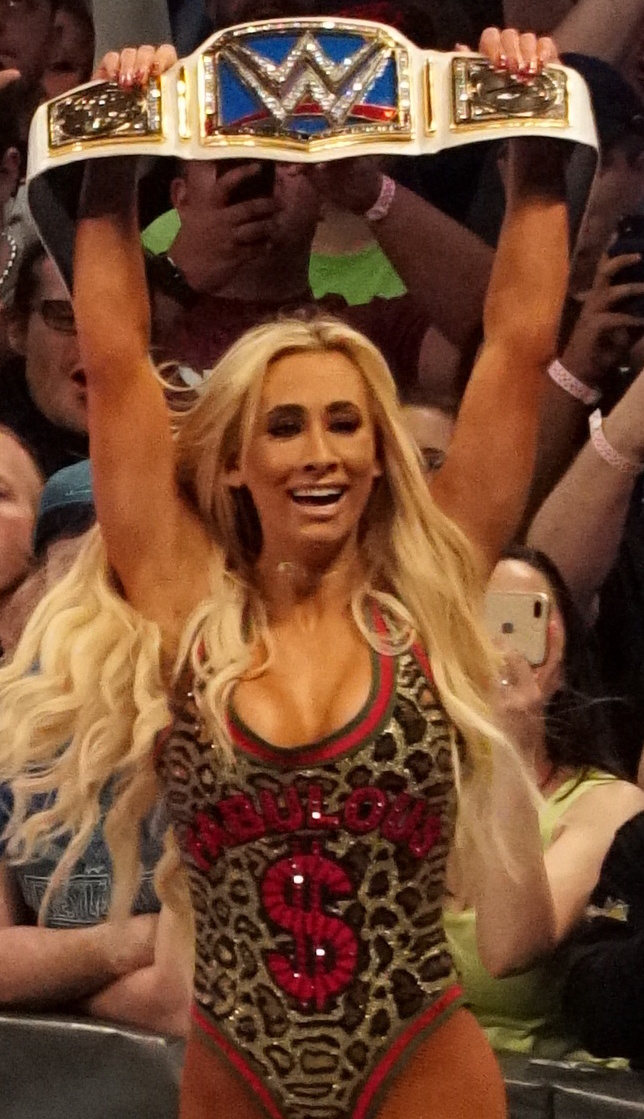
Carmella como la Campeona Femenina de SmackDown.

En Fastlane, Carmella y Natalya derrotaron a Naomi y Becky Lynch. El 20 de marzo en SmackDown, nuevamente intentó canjear el maletín por segunda vez durante la lucha entre Charlotte y Natalya pero no se pudo terminar el canje luego de que Charlotte la atacara antes de efectuar el maletín aunque le costó su lucha con Natalya, por lo que continuaba como poseedora del mismo. El 3 de abril en SmackDown, volvió a tratar de canjear el maletín por tercera vez durante la lucha entre Charlotte y Natalya pero tampoco pudo efectuarse ya que Charlotte logró impedir el canje y a la vez, derrotar a Natalya (tras esto, Carmella superó el récord de Edge como el ganador que demoró más tiempo en canjear su contrato de Money in the Bank), por lo que continuaba siendo poseedora del maletín. En WrestleMania 34, participó del WrestleMania Women's Battle Royal, siendo la primera eliminada por Sonya Deville. El 10 de abril en SmackDown, nuevamente intentó canjear el maletín por cuarta vez después de que Charlotte fuese atacada brutalmente por Billie Kay y Peyton Royce, logrando exitosamente el canje y derrotara a Charlotte, ganando así el Campeonato femenino de SmackDown. Las siguientes semanas, tuvieron diversos ataques entre Charlotte y Carmella. En Backlash, Carmella derrotó a Charlotte, reteniendo el título. El 17 de junio del 2018, en el evento Money In The Bank, retuvo su título femenino de SmackDown tras enfrentarse a Asuka, esta fue distraída por el regreso de James Ellsworth, fue así como retuvo el campeonato.
En el mes de agosto, Carmella iniciaría una rivalidad con Becky Lynch, siendo derrotada por la misma en diversas ocasiones, esto las llevaría a enfrentarse por el campeonato a SummerSlam, sin embargo Charlotte Flair se uniría a dicha rivalidad, siendo añadida por Paige a la contienda, en dicho PPV fue derrotada junto Lynch por Flair, perdiendo así él campeonato femenino de SmackDown. 

#### Alianza con R-Truth (2018-2019)
Poco después de perder el título, Carmella cambio a face y se colocó en una pequeña rivalidad con R-Truth, donde este pedía una lucha contra ella para tener una oportunidad titular, insinuando la manera que Becky y Charlotte consiguieron una oportunidad titular contra Carmella anteriormente. Esta acompañó a Truth en una lucha contra The Miz para evitar la intervención de Maryse, logrando una unión entre ambos. Carmella y Truth fueron puestos como dupla para la segunda temporada del Mixed Match Challenge, donde llevaron el nombre de Fabulous Truth. 
El 28 de octubre en WWE Evolution participó en el Battle Royal que determinaría a la retadora de cualquier campeonato a elección, pero fue una de las últimas eliminadas. Él 6 de noviembre en SmackDown, sería nombrada parte del equipo femenino de la marca azul para Survivor Series junto a Naomi, Sonya Deville, Asuka & Mandy Rose. En dicho evento eliminó a Tamina pero fue eliminada por Bayley. Más tarde el 27 de noviembre en SmackDown Live sería parte de una batalla real donde la ganadora recibiría una oportunidad por el Campeonato Femenino de SmackDown en TLC: Tables, Ladders & Chairs 2018 pero fue eliminada siendo Asuka la ganadora. Carmella junto a R-Truth derrotarían a equipos como Lana & Rusev, Charlotte Flair & Jeff Hardy y Asuka & The Miz llegando a la final donde derrotaron a Alicia Fox & Jinder Mahal en TLC: Tables, Ladders & Chairs ganando ambos la segunda temporada del Mixed Match Challenge y ganando la oportunidad de entrar como número #30 en el Royal Rumble.
En Royal Rumble participó en el Women's Royal Rumble Match entrando como número #30, antes de que fuera eliminada por Charlotte Flair, logró eliminar a Alexa Bliss. El 29 de enero estuvo presente acompañando a R-Truth cuando este ganó el Campeonato de los Estados Unidos contra Shinsuke Nakamura.
El 4 de febrero se confirmó que ella se aliara a Naomi para luchar en una Elimination Chamber, en el PPV del mismo nombre, por los Campeonatos Femeninos en Parejas de la WWE. En Elimination Chamber lucharon por los campeonatos, pero no lograron ganar al ser eliminadas por Billie Kay y Peyton Royce. En WrestleMania 35 ganó el WrestleMania Women's Battle Royal tras eliminar a Sarah Logan. En Money in the Bank participó en el Women's Money in the Bank Ladder Match, pero fue ganado por Bayley. En ese tiempo también tuvo un feudo con Mandy Rose, quien le causó una lesión en el tobillo en la lucha de Money in the Bank. 
Durante finales de mayo y principios de junio, ayudó a R-Truth a escaparse de todos los luchadores que querían quitarle el Campeonato 24/7, incluso llegó a atacar a Drake Maverick con un Mella Kick. En el feudo también se involucró Renee Michelle, la esposa de Maverick, derrotándoles el 29 de julio en Raw en un combate mixto por equipos. El 23 de septiembre en Raw Carmella derrotó a R-Truth tras cubrirle con un roll-up, ganando el Campeonato 24/7. El 4 de octubre en SmackDown perdió el título ante Marshmello, pero lo recuperó momentos más tarde con la ayuda de R-Truth. En Hell in a Cell perdió el Campeonato 24/7 ante Tamina en el backstage, y no lo logró recuperar. El 14 de octubre fue llevada a SmackDown debido al Draft, separándose de R-Truth. 
El 8 de noviembre junto a Dana Brooke derrotaron a Mandy Rose y Sonya Deville, clasificándose a la lucha clásica de eliminación. En Survivor Series formó parte del Team SmackDown enfrentándose al Team Raw y Team NXT, pero fue eliminada por Charlotte Flair.

#### La intocable (2020-2022)
En Royal Rumble participó en el Women's Royal Rumble Match entrando como número #27, pero fue eliminada por Shayna Baszler. En el SmackDown! del 7 de febrero derrotó a Alexa Bliss, Naomi & Dana Brooke en una Fatal-4 Way Match por una oportunidad al Campeonato Femenino de SmackDown de Bayley. Y se enfrentó a Bayley por el Campeonato Femenino de SmackDown en el SmackDown del 14 de febrero,  sin embargo perdió, después del combate fue atacada por Bayley pero sería ayudada por Naomi, atacando en conjunto a Bayley, la siguiente semana en SmackDown! se enfrentó a Naomi para ser contendiente #1 al Campeonato Femenino de SmackDown de Bayley en Super Show-Down, sin embargo perdió.
En el SmackDown emitido el 24 de abril, junto a Dana Brooke se enfrentaron a Alexa Bliss & Nikki Cross por los Campeonatos Femeninos en Parejas de la WWE, sin embargo perdieron, la siguiente semana en SmackDown!, derrotó a Mandy Rose debido a la interferencia de Sonya Deville, clasificando a la Corporate Money In The Bank Ladder Match en Money in The Bank. En Money in The Bank, participó en la Corporate Money In The Bank Ladder Match, enfrentándose a Asuka, Nia Jax, Shayna Baszler, Lacey Evans y Dana Brooke por el Women's Money In The Bank Contract, sin embargo perdió.
A lo largo del mes de septiembre, se empezaron a transmitir una serie de vídeos donde se mostraba que una "misteriosa mujer" sería introducida a Smackdown. Finalmente, y después de estar inactiva por más de 4 meses, Carmella regresa con un nuevo gimmick y un vídeo alegando que es mejor que todos y que "se perdió en su trayectoria y no le sirvió de nada ser quien era", culpando a los demás, y que ya no será "su princesa" más,  cambiando a heel una vez más. En el Smackdown del 6 de noviembre del 2020, y después de más de 5 meses ausente en el ring, Carmella regresa después de una lucha entre Bayley y Sasha Banks para atacar a esta última. La próxima semana en Smackdown atacó a Sasha Banks de nuevo después de una distracción de Bayley. Se enfrentó a Sasha Banks por el título de la marca en TLC, pero Carmella perdió. Las siguientes 2 semanas de Smackdown, estuvo tomando represalias ante Banks.
En Royal Rumble, se enfrentó a Sasha Banks por el Campeonato Femenino de SmackDown!, sin embargo perdió. Carmella se uniría a Billie Kay en WrestleMania 37 para participar en una lucha Tag Team Turmoil para determinar las contendientes número uno contra Nia Jax y Shayna Baszler por los Campeonatos Femeninos en Parejas de la WWE, pero no tuvieron éxito en la lucha al ser eliminadas por The Riott Squad, aunque si pudieron sacar del juego a Lana & Naomi. Durante los siguientes meses, Carmella se autoproclamó como "La mujer más hermosa de toda la WWE" y tendría 3 oportunidades por el Campeonato Femenil de SmackDown contra Bianca Belair, una en el episodio del 16 de julio de SmackDown, una en el episodio del 23 de julio y otra en un house show en Louisville, Kentucky, perdiendo las tres. Para SummerSlam, ella estaba programada para ser el reemplazo de Sasha Banks, quien se iba a enfrentar a Bianca Belair, pero luego fue atacada por Becky Lynch que regresaba. En el kick-off de Extreme Rules, fue derrotada por Liv Morgan, con quien había lidiado una rivalidad desde junio.
Como parte del Draft, fue reclutada para Raw, después de haber permanecido 5 años en SmackDown y siendo la que más tiempo duró en la marca de aquel roster de luchadores desde el Draft de 2016. En octubre, Carmella ingresó al Queen's Crown Tournament, donde derrotó a Liv Morgan en la primera ronda, pero cayó ante Zelina Vega en las semifinales. En Survivor Series formando parte del Team Raw junto a Bianca Belair, Rhea Ripley, Liv Morgan & Queen Zelina se enfrentaron a Team SmackDown (Sasha Banks, Shayna Baszler, Shotzi, Natalya & Toni Storm) en un Traditional Survivor Series Elimination Women's Match, a pesar de ser eliminada rápidamente en un minuto, su equipo ganó gracias a Belair. A la noche siguiente en Raw, junto a Zelina derrotaron a Nikki A.S.H. & Rhea Ripley ganando los Campeonatos Femeninos en Parejas de la WWE por primera vez.
A inicios del 2022, en el Raw del 3 de enero, junto a Queen Zelina derrotaron a Nikki A.S.H. & Rhea Ripley reteniendo los Campeonatos Femeninos en Parejas de la WWE. En Royal Rumble, participó en la Women's Royal Rumble Match entrando en el #15; sin embargo fue eliminada por Rhea Ripley, durando 50 segundos. En WrestleMania 38, defendió los campeonatos junto a Zelina enfrentando a Liv Morgan & Rhea Ripley, Natalya & Shayna Baszler y Sasha Banks & Naomi, perdiéndolos al ser Banks y Naomi las ganadoras y nuevas campeonas. La noche siguiente en Raw, fue atacada por Vega luego de responsabilizarle por su derrota, lo que llevó a poner así fin a su alianza, además de que posteriormente Vega regresaría a SmackDown. En ese periodo, Carmella tuvo una breve rivalidad con Bianca Belair, enfrentándose en Money in the Bank por el Campeonato Femenino de Raw, pero fue derrotada.
Carmella sufrió una lesión durante un evento en vivo el 6 de agosto, que la dejó meses fuera de los cuadriláteros.

#### Regreso tras tiempo sabático (2023-2025)
Carmella hizo su regreso en el episodio del 30 de enero de 2023 de Raw, con su gimmick anterior. El 6 de febrero en Raw, se quedó con el último cupo para la Elimination Chamber match tras imponerse a Candice LeRae, Mia Yim y Piper Niven. En el evento prémium, tras haber eliminado a Natalya y Raquel Rodríguez del combate, Carmella se quedó en la orilla de la victoria tras ser la última eliminada por la ganadora Asuka.

## Vida personal
- Van Dale es una instructora fitness certificada y entrenadora personal.
- Es hija de Paul Van Dale, un exluchador profesional que trabajó para la WWE en la década de 1990 también luchando independientemente.[3]
- Las personalidades favoritas de Van Dale en la lucha libre profesional mientras crecía fueron Miss Elizabeth y Trish Stratus.[23]
- Van Dale tuvo una relación con Bill Morrissey (más conocido como Colin Cassady y posteriormente Big Cass) de 2015 a 2018, Leah aseguró que la lesión de Morrissey además del poco tiempo que tenían para verse detonó el rompimiento. Van Dale reveló que estaba saliendo con Matt Polinsky (más conocido como Corey Graves),[24][25] el cual el 24 de octubre de 2021 en su cuenta de Instagram, anunciaron su compromiso matrimonial previsto para inicios de 2022,[26] los dos se casaron el 7 de abril de 2022.[27]
- El 31 de octubre de 2022, en un post en Instagram, reveló que había tenido un embarazo ectópico, el cual le provocó un aborto espontáneo.[28]
- El 1 de mayo de 2023, anunció en el programa Good Morning America que se encontraba esperando a su primer hijo,[29] el 8 de noviembre del 2023, anuncio el nacimiento de su hijo, Dimitri Paul Polinsky, con su esposo, Corey Graves.[30]

## Otros medios

### Televisión
| Año        | Título      | Papel      | Notas                     |
| ---------- | ----------- | ---------- | ------------------------- |
| 2017/ 2019 | Total Divas | Ella misma | Temporada 7 / Temporada 9 |

### Videojuegos
Van Dale haría su debut en 2016 como parte de la segunda temporada de WWE SuperCard, posteriormente ese mismo año se confirmó su entrada a la saga 2K, debutando en WWE 2K17, en posteriores años se confirmó también para WWE 2K18, WWE: TapMania, WWE 2K19, WWE 2K20, WWE 2K Battlegrounds y WWE 2K22.

## Campeonatos y logros
- Guinness World Records
  - Tiempo más largo (287 días) en sostener el maletín de Money in the Bank.[31]

- World Wrestling Entertainment/WWE
  - SmackDown Women's Championship (1 vez)
  - WWE Women's Tag Team Championship (1 vez) - con Queen Zelina
  - WWE 24/7 Championship (4 veces)
  - Women's Money in the Bank (2017)
  - WrestleMania Women's Battle Royal (Segunda Ganadora, 2019)
  - Mixed Match Challenge 2 (2018) – con R-Truth

- Pro Wrestling Illustrated
  - Situada en el Nº44 en el PWI Female 50 en 2016[32]
  - Situada en el Nº38 en el PWI Female 50 en 2017[33]
  - Situada en el Nº7 en el PWI Female 100 en 2018[34]
  - Situada en el Nº24 en el PWI Female 100 en 2019[35]
  - Situada en el Nº93 en el PWI Female 150 en 2021[36]